# Гомельско-Речицкая наступательная операция
Гомельско-Речицкая операция — наступательная операция войск Белорусского фронта в ходе Великой Отечественной войны, проведённая 10 — 30 ноября 1943 года. В результате операции советские войска прорвали оборону противника в полосе шириной 100 километров, продвинулись вглубь на 130 километров, создав угрозу южному флангу группы армий «Центр» и затруднили её взаимодействие с группой армий «Юг». Утром 26 ноября 1943 года после ожесточённых ночных боёв был освобождён город Гомель.

## Предпосылки
После успеха на Курской дуге стратегической задачей, поставленной Ставкой перед Красной Армией являлось освобождение Левобережной Украины, форсирование Днепра и овладение Киевом. Для выполнения этой задачи важное значение имели успешные действия в Черниговском направлении. Между тем, немецкое командование создало мощную группировку в районе Киева, и так называемый Восточный вал. В сентябре 1943 года советские войска форсировали реки Десну, а затем и Сож, освободили населенный пункт Комарин, а затем вплотную приблизились к Гомелю, заняв Добруш и Новобелицкий район Гомеля. Однако дальнейшее продвижение не возымело успеха из-за неприступной обороны Вермахта вокруг самого Гомеля и сильной группировки немецких войск, сосредоточенной в междуречье Сожа и Днепра.
Исходя их сложившейся ситуации, командованием Белорусского фронта было принято решение скрытно перебросить части к Лоеву, форсировать Днепр и наступать в направлении Речицы, тем самым поставив Гомельскую группировку войск противника под угрозу окружения.

## Ход операции
Командующий 65-й армией генерал П. И. Батов принял решение силами 18-го, 19-го и 27-го стрелковых корпусов, 1-го гвардейского Донского танкового и 9-го танкового, 2-го и 7-го гвардейских кавалерийских корпусов прорвать оборону противника на линии Липняки — Ястребка и развивать наступление в направлении на Осиновку.
42-й стрелковый корпус 48-й армии имел задачу прорвать оборону противника на участке реки Днепр вблизи н.п. Холмеч и Прокисель.
Наступление в направлении главного удара было начато 10 ноября вблизи Лоева, 11 ноября для усиления удара к наступлению были подключены танковый и кавалерийский корпуса. Советские войска вели бои за расширение плацдарма на правом берегу Днепра. 13 ноября были освобождены н.п. Холмеч, Дворец, Краснополье и Артуки; в ночь на 15 ноября соединениями 19-го стрелкового корпуса освобождены Демехи, чем от противника была отрезаны железнодорожный и шоссейный пути сообщения Гомель — Калинковичи. 16 ноября в руки советских войск перешли н.п. Ребуса, деревня и железнодорожная станция Бабичи.
В этот момент 15-я и 16-я гвардейские танковые бригады 1-го гвардейского Донского танкового корпуса вместе с 37-й гвардейской и 162-й Среднеазиатской Новгород-Северской стрелковой дивизии 19-го стрелкового корпуса получили задачу внезапным ударом с северо-запада овладеть Речицей. К вечеру 16 ноября этим частям удалось занять Озерщину и завязать бои на окраинах Речицы.
В 4 утра 17 ноября 1943 года взводу в составе трех Т-34 было приказано выехать из леса и курсировать по полю, провоцируя немецких артиллеристов. Когда позиции противника были выявлены и накрыты советской артиллерией, танковый взвод при поддержке подразделений 194-й стрелковой дивизии двинулся на Речицу. В центр города до улицы Советской и кинотеатра добрались два танка из трех — один по пути сгорел.
С юго-востока двигался 42-й стрелковый корпус Красной армии.
Был ликвидирован очаг сопротивления противника в районе железнодорожного вокзала. В течение двух суток немцы пытались вернуть под свой контроль железнодорожную станцию, но это им не позволили сделать бойцы 2-го стрелкового батальона 954-го стрелкового полка.
18 ноября старшина 3-го батальона 954-го полка А. Морозов вывесил на здании Речицкого педагогического училища красный флаг.
Немецкие войска отступили на юго-восточную окраину города, попытавшись закрепиться в промышленной зоне города и удержать железнодорожный мост через Днепр, связывавший их с гомельской группировкой. Однако красноармейцам удалось успешно отразить контратаки врага, спасти от уничтожения заминированные объекты, а затем, преодолев ожесточенное сопротивление гитлеровцев, 21 ноября удалось захватить и сам мост.
В ночь на 18 ноября войска 65-й армии Батова перерезали железнодорожную ветку Калинковичи-Гомель. Две стрелковые дивизии и две танковые бригады корпуса Панова направились в тыл немцам, что заставило их поспешно отступать из Речицы. Последний очаг сопротивления в районе железнодорожного вокзала удалось быстро погасить. К 14 часам город был полностью освобождён.
Войскам, участвовавшим в освобождении Речицы, приказом ВГК была объявлена благодарность и вечером 18 ноября в Москве дан салют 12 артиллерийскими залпами из 124 орудий . Это был первый салют в честь освобождения городов на территории Белорусской ССР в годы Великой Отечественной войны.
Развивая успех, 48-я армия частью сил форсировала Березину при её впадении в Днепр и закрепилась на плацдарме южнее Жлобина. Преследуя врага войска 61-й армии Белова приближались к Мозырю. Оборона противника была прорвана войсками левого крыла Белорусского фронта на протяжении 120 километров.
Немецкие войска предприняли попытку контратаковать. Ночью с 18 на 19 ноября немцы, используя 20 танков Т-IV, Т-V («пантеры») и Т-VI («тигры»), поддерживаемых 192-й пехотной дивизией, ворвались в село Короватичи, опрокинув оборону советской 172-й стрелковой дивизии. Немецкие танки дошли до центра села, где завязали бой с 41-й артбригадой РГК. 160-й танковый полк, занимавший исходные позиции между Красной Дубровой и Короватичами, в 10 часов 30 минут 19 ноября по сигналу залпа полка РС, находившегося в Тишковке, в составе 22 машин Т-34 и Т-70 через урочище Апсанщина ворвался в расположение врага двумя эшелонами. Немцы, остановленные в Короватичах мощным противотанковым огнём артиллеристов и силами стрелковой дивизии, повернули вспять и лоб в лоб сошлись с советскими танкистами.
Двое суток продолжался кровопролитный бой в Короватичах, который перешёл в рукопашную схватку. Обе стороны понесли тяжёлые потери в технике и живой силе. Однако контрудар противника успеха не возымел и был отбит.
21 ноября был освобождён Горваль, советские войска вышли в тыл группировке немецких войск, оборонявшейся в Гомеле. 22 ноября войска 11-й и 63-й армии прорвали оборону противника в районе Костюковки и вышли к железной дороге Гомель-Жлобин и шоссе Гомель-Могилёв. В то же время войска 50-й и 3-й армий перешли в наступление севернее Жлобина, освободили Пропойск (ныне — Славгород), Корму, Журавичи и 25 ноября вышли к Днепру в районе Нового Быхова, охватив Гомель с севера.
Таким образом, к вечеру 25 ноября войска Белорусского фронта с трёх сторон подошли к Гомелю. Угроза окружения вынудила гитлеровцев в ночь на 26 ноября начать отвод своих войск из междуречья Сожа и Днепра. Отходившие части немцев попытались направиться к Речице, чтобы соединиться с остатками речицкой группировки, но были встречены войсками 48-й армии.
Утром 26 ноября 1943 года в Гомель вошли части 217 стрелковой дивизии (командир — полковник Н. Масонов) и 96 стрелковой дивизии (полковник Ф. Булатов). Одновременно с юго-восточного направления в город вступили части 7 стрелковой дивизии (полковник Д. Воробьёв) и 102 стрелковой дивизии (генерал-майор А. М. Андреев).
Рано утром ефрейтор Михаил Васильев установил флаг освобождения на здании городской электростанции, а литсотрудник армейской газеты «Знамя Советов» 11-й армии лейтенант Григорий Кирилюк — на пожарной каланче. К 30 ноября советские войска вышли на рубеж Потаповка-Гамза-Прудок, Чаусы, западнее Петуховки, южнее Нового Быхова, восточнее Рогачева и Мозыря, южнее Ельска.
Москва салютовала 20-ю артиллерийскими залпами из 224-х орудий доблестным войскам Белорусского фронта, освободившим первый областной центр Беларуси, важнейший узел железных дорог и мощный опорный пункт противника на Полесском направлении.
Успешному проведению операции в значительной степени способствовали партизаны Белоруссии, которые наносили удары по отступающим эшелонам противника, разрушали железнодорожные пути, вели разведку.
За отличие в боях при освобождении Гомеля и Речицы 23 воинских соединения и части получили почетное наименование «Гомельские» и 22 «Речицкие».

## Результаты операции
В результате Гомельско-Речицкой операции войска Белорусского фронта продвинулись на 130 км, создав угрозу окружения южного фланга группы армий «Центр» и нарушив её сообщение с группой армий «Юг». Освободили крупный областной центр город Гомель и обширные территории Белоруссии, а также способствовали успеху 1-го Украинского фронта в продвижении на киевском направлении. Скованный войсками Белорусского фронта, противник не смог перебросить на киевское направление ни одной дивизии. Благодаря этому, после трёх неудачных попыток 1-го Украинского фронта освободить Киев с южного плацдарма, 6 ноября 1943 года столица УССР всё-таки была освобождена ударом с северного плацдарма. Развивая успех, 12 ноября 1943 года 1-й Украинский фронт освободил и Житомир, который несколько позже был потерян в результате контрнаступления противника, после чего К. К. Рокоссовский в качестве представителя Ставки Верховного Главнокомандования отбыл к Н. Ф. Ватутину в штаб 1-го Украинского фронта .
Тем временем войска Белорусского фронта вели бои местного значения, улучшая своё исходное положение и готовясь к броску через Днепр.